# Empire! Empire! (I Was a Lonely Estate)
Empire! Empire! (I Was a Lonely Estate) fue una banda estadounidense de midwest emo proveniente de Fenton, Michigan. Fue la principal banda responsable del resurgimiento del emo (Midwest Emo Revival). Empezó a formarse en el 2004 como un proyecto solo del miembro de la banda Keith Latinen. La música de la banda es a menudo catalogada como "indie rock emotivo" reviviendo la época del emo de los '90 como Mineral y American Football. El primer lanzamiento de la banda fue el 2007 con un EP titulado "When the Sea Became a Giant". La banda, a los dos años después, lanza su primer álbum "What It Takes To Move Forward" en el 2009. Esta amparada bajo el sello discográfico de "Count Your Lucky Stars".

## Discografía
- "When the Sea Became a Giant" EP[2] (2007)
- "Year of the Rabbit" 7"[3] (2008)
- "What It Takes To Move Forward" LP[4] (2009)
- "Empire! Empire! (I Was a Lonely Estate) / Football, Etc." Split[5] (2009)
- "Empire! Empire! (I Was a Lonely Estate) / Into It. Over It." Split[6] (2010)
- "Early Discography" CS[7] (2010)
- "SXSW" Promo 7"[8] (2011)
- "Home After Three Months Away" 7"[9] (2011)
- "On Time Spent Waiting, or Placing the Weight of the World on the Shoulders of Those You Love the Most" 7"[10] (2011)
- "Annabel/Empire! Empire! (I Was a Lonely Estate)/Joie De Vivre/The Reptilian 4-Way" 7"[11] (2011)